# جون إل. هيلمر
جون إل. هيلمر (بالإنجليزية: John L. Helmer)‏ هو متزلج جماعي أمريكي، ولد في 16 يونيو 1921، وتوفي في 22 أغسطس 1967.